# مازن معضم
مازن معضم ممثل لبناني.

## حياته الفنية
بدأ مسيرته كعارض أزياء في ستوديو الفن عام 1996 و حاز على الميدالة الذهبية. وبعدها قدم برنامج ديني بعنوان «إبداعات العالم الإسلامي» على قناة اقرأ. بدأ مسيرته الفنية عام 1999 بمسلسلي رمح النار والباشوات.

## حياته الشخصية
مازن معضم من مواليد صيدا، درس في مدرسة الفرير ماريست وبعدها تخصص في إدارة الفنادق. تزوج من رانيا ولديه خليل ونازك وميرفا.

## أعماله

### مسلسلات
| - الزوجة الأولى :(2022) أكرم - موت أميرة (ج2): (2019) - بوح السنابل: (2018) - موت أميرة: (2018) - الشقيقتان: (2017) خير - زوجتي أنا (ج2): (2017) - زوجتي أنا: (2016) - جريمة شغف: (2016) | - اخترب الحي: (2014) - عشرة عبيد صغار: (2014) - الغالبون 2: (2012) - كازانوفا: (2011) جاك - الغالبون: (2011) فارس - الحب القديم: (2011) طارق - لونا: (2010) كريم | - متر ندى: (2010) متر رامي جبّور - شيء من القوة: (2009) جاد - رياح الثورة: (2009) - نار تحت الجليد: (2008) وائل - ورود ممزقة: (2008) زياد - قصة سلمى: (2005) - حب أعمى: (2000) - الباشوات: (1999) - رمح النار: (1999) |

### أفلام
- بطل من الجنوب: (2000)
- الملحد: (2014)
- المنعطف: (2015)

## وصلات خارجية
- مازن معضم على موقع IMDb (الإنجليزية)
- مازن معضم على موقع قاعدة بيانات الأفلام العربية